# Праслов'яни

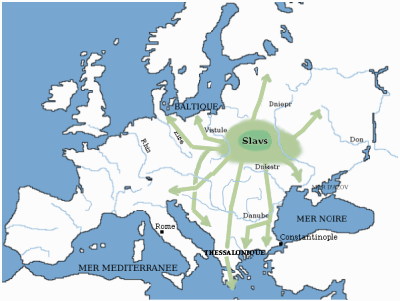
Походження та розселення слов'ян в Європі у V-X ст.:
Прабатьківщина слов'ян
Розселення слов'ян в Європі

Праслов'я́ни — окрема гілка індоєвропейської спільноти народів у II тис. до н. е., зокрема до них відносять племена тшинецько-комарівської археологічної культури (XV—XI ст. до н. е.). Вони мешкали на території сучасного Західного Полісся (Південнь Білорусі та Північ України).

## Поява праслов'ян
Зародження праслов'янських спільностей, процеси етногенезу праслов'ян відбулися в II тисячолітті до н. е. на території Центральної Європи і лісостепової зони Східної Європи.

## Відомості археології
Окремі праслов'янські племінні групи цього періоду можуть бути співвіднесені з тшинецько-комарівською культурно-історичною спільністю, що територіально була локалізована в межиріччі Одри та Дніпра.
У 1 тисячолітті до н. е. диференційовані групи праслов'ян можуть бути співвіднесені з пам'ятками лужицької культури та поморсько-підкльошової культури в Центральній та прилеглих до неї районах Східної Європи та землеробськими культурами лісостепової частини України — білогрудівською культурою та чорноліською культурою.

## Ранньослов'янський побут
Незважаючи на значний ареал розселення, ця людність мала багато спорідненого в суспільному устрої, заняттях, побуті та звичаях. Люди сіяли пшеницю принаймні двох сортів, ячмінь та інші агрокультури. Існував землеробський культ. Важливу роль продовжувало відігравати тваринництво, насамперед розведення рогатої худоби, коней і свиней. Водночас тшинецько-комарівські племена відрізнялись від своїх ближніх і дальніх сусідів.